# گلسکام
گلسکام (به انگلیسی: Glascwm) یک منطقهٔ مسکونی در بریتانیا است که در پویس واقع شده‌است.